# Маттссон, Магнус
Магнус Элькьер Маттссон (дат. Magnus Elkjær Mattsson; род. 25 февраля 1999, Марсталь, Южная Дания) — датский футболист, нападающий клуба «Копенгаген».

## Клубная карьера
Маттссон — воспитанник клубов «Фодболд» и «Силькеборг». 25 августа 2017 года в матче против «Хобро» он дебютировал в датской Суперлиги в составе последних. По итогам сезона клуб вылетел в Первый дивизион Дании, но игрок остался в команде. 22 августа 2018 года в поединке против «Виборга» Магнус забил свой первый гол за «Силькеборг». По итогам сезона игрок помог команде вернуться в элиту. Летом 2021 года Маттссон перешёл в нидерландский НЕК. 14 августа в матче против столичного «Аякса» он дебютировал в Эредивизи. 25 сентября в поединке против «Фейеноорда» Магнус забил свой первый гол за НЕК.